# Albanische Beachhandball-Nationalmannschaft der Männer
Die albanische Beachhandball-Nationalmannschaft der Männer repräsentiert den albanischen Handball-Verband als Auswahlmannschaft auf internationaler Ebene bei Länderspielen im Beachhandball gegen Mannschaften anderer nationaler Verbände.
Eine als Unterbau fungierende Nationalmannschaft der Junioren wurde bislang ebenso wenig ins Leben gerufen wie eine Albanische Beachhandball-Nationalmannschaft der Frauen als weibliche Pendant.

## Geschichte
Albanien stellte erst sehr spät das erste Mal eine Nationalmannschaft im Beachhandball zusammen. Für die im Mittelmeerraum prestigeträchtigen Mediterranean Beach Games des Jahres 2015 wurde die Mannschaft erstmals ins Leben gerufen und belegte bei ihrer ersten Teilnahme an einer internationalen Meisterschaft den letzten Rang unter neun Teilnehmern. Auch bei der zweiten Auflage der Mittelmeerspiele der Strandsportarten 2019 trat die Mannschaft erneut an, belegte dieses Mal erneut den neunten Platz bei nun aber zehn teilnehmenden Nationen.

## Trainer
| Cheftrainer - 2019: Aslan Lala | Co-Trainer/in - 2019: Armand Cakalli |

## Teilnahmen
| World Games - 2001: nicht eingeladen - 2005: nicht eingeladen - 2009: nicht qualifiziert - 2013: nicht qualifiziert - 2017: nicht qualifiziert - 2022: nicht qualifiziert World Beach Games - 2019: nicht qualifiziert - 2023: nicht qualifiziert | Weltmeisterschaften - 2004: nicht qualifiziert - 2006: nicht qualifiziert - 2008: nicht qualifiziert - 2010: nicht qualifiziert - 2012: nicht qualifiziert - 2014: nicht qualifiziert - 2016: nicht qualifiziert - 2018: nicht qualifiziert - 2020: ausgefallen, nicht qualifiziert - 2022: nicht qualifiziert | Europameisterschaften - 2000: keine Teilnahme - 2002: keine Teilnahme - 2004: keine Teilnahme - 2006: keine Teilnahme - 2007: keine Teilnahme - 2009: keine Teilnahme - 2011: keine Teilnahme - 2013: keine Teilnahme - 2015: keine Teilnahme - 2017: keine Teilnahme - 2019: keine Teilnahme - 2021: keine Teilnahme - 2023: nicht qualifiziert | EHF Championship - 2022: keine Teilnahme Europaspiele - 2023: Mediterranean Beach Games - 2015: 9. - 2019: 9. - 2023: Global Tour - 2022: keine Teilnahme |

- MBG 2015: Andi Jahollari • Xhulio Jahollari • Asllan Lala • Erind Lika • Emiljan Simoni • Kristjan Simoni • Kristjan Zadrima[4]
- MBG 2019: Ahmet Alla • Kristi Belshi • Florian Dedja • Erion Duraku • Elvis Jahollari • Igli Jahollari • Klisti Kovaçi • Igli Lufta • Kristjan Simoni • Mateo  Sulejmani[5]